# Carroll megye (Maryland)
Carroll megye az Amerikai Egyesült Államokban, azon belül Maryland államban található. Megyeszékhelye Westminster, legnagyobb városa Eldersburg. Lakosainak száma 172 891 fő (2020. április 1.). Carroll megye York, Baltimore, Howard, Frederick és Adams megyékkel határos.

## Népesség
A megye népességének változása:
| Lakosok száma | 167 233 | 167 271 | 167 210 | 167 564 | 167 627 | 172 891 |
|               | 2010    | 2011    | 2012    | 2013    | 2015    | 2020    |